# هارولد کسلز
هارولد کسلز (انگلیسی: Harold Cassels; ۴ نوامبر ۱۸۹۸ – ۲۳ ژانویهٔ ۱۹۷۵) بازیکن هاکی روی چمن اهل بریتانیا بود.